# ستيوارت ديو
ستيوارت ديو (بالإنجليزية: Stuart Dew) هو مدرب كرة قدم أسترالية أسترالي، ولد في 18 أغسطس 1979 في أديلايد في أستراليا.

## وصلات خارجية
- ستيوارت ديو على موقع AustralianFootball.com (الإنجليزية)
- ستيوارت ديو على موقع AFLtables.com (الإنجليزية)